# Смирнов, Виктор Николаевич (учёный)
Ви́ктор Никола́евич Смирно́в (27 сентября 1906, Токтайбеляк, Уржумский уезд, Вятская губерния, Российская империя — 13 сентября 1980, Йошкар-Ола, Марийская АССР, РСФСР, СССР) — советский деятель науки, учёный-почвовед, доктор сельскохозяйственных наук, профессор. Заведующий кафедрой лесных культур и почвоведения (1949—1957), заведующий кафедрой лесного почвоведения и мелиорации почв Поволжского лесотехнического института имени М. Горького (1958—1975). Заслуженный деятель науки РСФСР (1966). Почётный гражданин Йошкар-Олы (1968). Кавалер ордена Ленина (1965). Член КПСС.

## Биография
Родился 27 сентября 1906 года в с. Токтайбеляк Куженерского района Марий Эл в бедной многодетной крестьянской семье.
В 1922 году переехал в г. Краснококшайск Марийской автономной области.
В 1930 году окончил Ленинградскую лесотехническую академию по специальности «Инженер-лесовод». С 1930 года работал инженером-лесоводом в управлении «Маритранслес», инженером по лесозащите, лесным культурам и лесному хозяйству в лестрансхозе «Изи Кокшан». В 1933 году перешёл на научно-исследовательскую работу в Марийский научно-исследовательский институт, трудился младшим, а потом старшим почвоведом. В 1934 году возглавил почвенную экспедицию этого же института. С 1937 года работал почвоведом на Марийской сельскохозяйственной станции, куда был переведён в сельскохозяйственный сектор Марийского НИИ.
В 1938 году переехал в Пензу, где стал преподавать в лесном техникуме почвоведение и лесоводство. В этом же году поступил в аспирантуру Брянского лесохозяйственного института, которую окончил в 1941 году.
С началом Великой Отечественной войны был освобождён от службы в армии по состоянию здоровья.
В 1945 году защитил кандидатскую диссертацию «О дерновоподзолистых и лесостепных почвах Марийского правобережья Волги», кандидат геолого-минералогических наук.
С 1946 года — ассистент, доцент кафедры почвоведения Брянского лесного института
В 1957 году защитил докторскую диссертацию «Почвы Марийской АССР и условия их образования», доктор сельскохозяйственных наук (1957), в 1958 году получил звание профессора.
В 1949 году возвращается в Йошкар-Олу. В 1949—1957 годах — заведующий кафедрой лесных культур и почвоведения, в 1958—1975 годах — заведующий кафедрой лесного почвоведения и мелиорации почв Поволжского лесотехнического института.
Активно участвовал в общественной жизни: дважды избирался членом Марийского обкома КПСС, в 1967—1971 годах — депутатом Верховного Совета Марийской АССР VII созыва. На протяжении длительного времени был председателем Президиума Марийского отделения Всесоюзного общества почвоведов, заместителем председателя Марийского отделения общества «Знание», членом Марийского республиканского совета колхозов, членом регионального и головного совета Министерства высшего и среднего специального образования СССР по проблемам сельского хозяйства.
В 1966 году ему присвоено почётное звание «Заслуженный деятель науки РСФСР». В 1968 году он стал одним из первых Почётных граждан Йошкар-Олы. За заслуги в развитии народного хозяйства, науки и культуры награждён орденами Ленина и «Знак Почёта», медалями и дважды — Почётной грамотой Президиума Верховного Совета Марийской АССР.
Ушёл из жизни 13 сентября 1980 года в Йошкар-Оле. Похоронен на Туруновском кладбище г. Йошкар-Олы. 

## Научная деятельность
Под его руководством была создана научная школа лесных почвоведов. Область научных интересов — исследование свойств почв Марийской АССР, разработка мероприятий по повышению почвенного плодородия, изучение взаимосвязей «лес-почва», влияние хозяйственной деятельности человека на почву, изучение естественной радиоактивности почвообразующих горных пород Среднего Поволжья.
Автор свыше 130 научных работ, в том числе нескольких монографий, посвящённых изучению почв Марийского края и методам их улучшения. Результаты исследований публиковались на страницах специальных журналов, в научных трудах МЛТИ, Института леса АН СССР, Почвенного института АН СССР им. В. В. Докучаева. В 1949 году В. Н. Смирнов принял участие в составлении Государственной почвенной карты СССР. А в 1972 году под его редакцией создана крупномасштабная почвенная карта Марийской АССР.
В 1953 году вышла в свет его книга «Почвы Марийской АССР, их свойства и мероприятия по их улучшению», сыгравшая огромную роль в практической работе агрономов и лесоводов республики. 
В 1968 году была опубликована монография В. Н. Смирнова «Почвы Марийской АССР, их генезис, эволюция и пути улучшения», в ней почвенный покров республики был описан наиболее обстоятельно, что позволило составить единую классификацию почв республики, основанную на новейших классификационных принципах, разработанных АН СССР.
В 1972 году в соавторстве с профессором А. А. Роде написал лучший учебник по почвоведению для университетов и лесохозяйственных факультетов вузов СССР, переведённый на иностранные языки и получивший мировое признание.
В. Н. Смирнов и его кафедра поддерживали творческие связи с учёными и специалистами из Польши, ГДР, Румынии.

## Основные научные работы
Список основных научных трудов профессора В. Н. Смирнова:
- Почвы Сернурской машинно-тракторной станции Марийской АССР. – Йошкар-Ола: Маргосиздат, 1937. – 320 с. – Совместно с М. А. Першаковым.
- Почвы Марийской Республики. Общий очерк и краткое пособие по изучению почв республики для агрономов и колхозного актива. – Йошкар-Ола, 1944. – 82 с. – Совместно с И. И. Ивановой.
- О дерново-подзолистых и лесостепных почвах Марийского Правобережья: дис... канд. геолого-минералогических наук. – Казань, 1945.
- О распространении эрозии почв в Марийской республике // Почвоведение. — 1949. – № 1. – С. 57–59.
- О структурности почв Марийской АССР. – Йошкар-Ола: Маргосиздат, 1951. – 39 с.
- Схема генетической классификации почв равнин лесной зоны и северной лесостепи СССР на основе учения В. Р. Вильямса о едином почвообразовательном процессе // Доклады АН СССР. Новая серия. – 1952. – Т.83, № 3. – С. 465–467.
- Почвы Марийской АССР, их свойства и мероприятия по их улучшению. – Йошкар-Ола: Марийское книжное издательство, 1953. – 224 с.
- Сравнительная характеристика биологической активности почв южной полосы лесной зоны // Лесное хозяйство. – 1953. – № 5. – С. 78–80.
- Марийская АССР. Физико-географический очерк // БСЭ. – 2-е изд. – М., 1954. – Т. 26. – С.275–276.
- Почвы Марийской АССР и условия их образования: автореф. дис...д-ра с.-х. наук. – М., 1955. – 26 с. – (АН СССР, Почвенный ин-т им. В. В. Докучаева).
- Геологическое строение // Природа Марийской АССР: сб. науч.-популярных статей. – Йошкар-Ола, 1957. – С. 41–50.
- О происхождении и развитии почвенного покрова Марийской АССР. – Йошкар-Ола, 1957. – 66 с.
- Методика проведения полевых почвенных исследований в лесу для лесохозяйственных целей (Руководство по почвенным исследованиям в лесу для студентов лесохозяйственных факультетов лесотехнических и лесохозяйственных вузов, специалистов лесного хозяйства и лесопроектов). – Йошкар-Ола, 1958. – 55 с.
- Удобрение – важнейшее условие повышения урожайности // Блокнот агитатора. – 1959. – № 15. – С.21–31. – Совместно с Ю. И. Пономаревым.
- Физико-химические и биохимические свойства дерново-подзолистых почв ризосферы дуба, березы и желтой акации // Известия вузов. Лесной журнал. – 1964. – № 4. – С. 10–14. – Совместно с Е. В. Гришкун, В. А. Усыниной.
- Марийская АССР // Агрохимическая характеристика почв СССР. – М.: Наука, 1966. – С. 84–120. – Совместно с Н. И. Воронцовой, Е. И. Ивановой, В. А. Усыниной.
- Почвы Марийской АССР, их генезис, эволюция и пути улучшения: монография. – Йошкар-Ола: Маркнигоиздат, 1968. – 531 с.
- О картографировании и бонитировке лесных почв. – Йошкар-Ола: Марийское книжное издательство, 1970. – 14 с.
- Почвоведение: учебник для лесохозяйственных факультетов вузов. – 2-е изд., испр. и доп. – М.: Высш. шк., 1972. – 480 с. – Совместно с А. А. Роде.
- Сохраним и улучшим наши земли // Охрана родной природы. – Йошкар-Ола, 1977. – С.26–39. – Совместно с А. Х. Газизуллиным, В. Ф. Ивановым.
- О составе гумуса лесных почв юго-восточной части Чувашии // Почвоведение. – 1979. – № 1. – С.121–130. – Совместно с К. К. Захаровым.
- Почвы и производительность древостоев Среднего Поволжья и способы изучения взаимосвязи между почвой и насаждением для оценки лесорастительных свойств почв региона // Пути и методы лесорастительной оценки почв и повышения их продуктивности: тез. докл. Всесоюз. совещ. (Пушкино, 10–11 апр. 1980 г.). – М., 1980. – С.45–46. – Совместно с А. Х. Газизуллиным.
- Формы калия в основных почвах Марийской АССР // Вопросы интенсификации земледелия Нечерноземья: межвуз. тем. сб. науч. тр. /Мордов. гос. ун-т. – Саранск, 1980. – С. 12–133. – Совместно с Е. И. Ивановой, Г. И. Казариновой.

## Признание заслуг
- Заслуженный деятель науки РСФСР (1966)[2][5]
- Заслуженный деятель науки и техники Марийской АССР (1957)[2][5]
- Почётный гражданин Йошкар-Олы (17 апреля 1968)[2][5][7][10]
- Орден Ленина (1965)[2][5]
- Орден «Знак Почёта» (1961)[2][5]
- Медаль «За доблестный труд в Великой Отечественной войне 1941—1945 гг.»[4]
- Медаль «В ознаменование 100-летия со дня рождения Владимира Ильича Ленина» (1970)[4]
- Почётная грамота Президиума Верховного Совета РСФСР[4]
- Почётная грамота Президиума Верховного Совета Марийской АССР (1946, 1956)[2][5]

## Память
- В Йошкар-Оле (Ленинский проспект, д. 19) в память о нём установлена мемориальная доска[10][11].